# Triomf van Astana
De Triomf van Astana (Russisch: Триу́мф Астаны́ Trioemf Astany) is een residentiële wolkenkrabber in de Kazachse hoofdstad Astana.
Het gebouw bestaat uit 39 verdiepingen, waarop zowel kantoren als een hotel, verschillende appartementen en winkels ondergebracht zijn. Het totale vloeroppervlak bedraagt ongeveer 113.000 m².
Architecturaal is de Triomf van Astana gemodelleerd naar het Triomfpaleis in Moskou (opgeleverd in 2005). Dit gebouw leunt op zijn beurt aan bij het monumentale socialistische classicisme van de "Zeven Zusters van Moskou" die Stalin liet bouwen in de jaren 1950.